# Mayrwipfl
Der Mayrwipfl ist ein 1725 m ü. A. hoher Berg im östlichen Teil des Sengsengebirges. Der Gipfel ist vom Hauptkamm nach Süden vorgebschoben und fällt nur nach Osten steil ab. Die anderen Flanken sind mäßig steil, bewaldet oder von großen Beständen der Bergkiefer bedeckt. Nach Norden setzt sich ein kurzer Grat zum Brandleck fort. Auf den Gipfel führen nur unmarkierte Steige, etwa von der Mayralm durch die Südflanke. Der Mayrwipfl wird im Sommer touristisch wenig besucht, ist im Winter für Skitourengeher und Schneeschuhwanderer jedoch ein beliebtes Ziel. Am Gipfel befindet sich ein Gipfelkreuz mit Gipfelbuch.

## Bezeichnung
Der Name Mayrwipfl stammt vom 1199 erstmals erwähnten „Mayr im Hof“, auf dessen Areal 1907/08 die Villa Sonnwend errichtet wurde. Das Mayr-Gut war auch namensgebend für die Mayr-Alm und den Mayrwinkl.